# Ludwig Schlesinger
Ludwig Schlesinger (em eslovaco: Ľudovít Schlesinger, em húngaro: Lajos Schlesinger, Trnava, 1 de novembro de 1864 — Giessen, 15 de dezembro de 1933) foi um matemático alemão.
Conhecido por pesquisas no campo de equações diferenciais lineares.
Foi palestrante convidado do Congresso Internacional de Matemáticos em Heidelberg (1904: Über das Rieniannsche Fragment zur Theorie der linearen Differentialgleichungen und daran anschließende neuere Arbeiten e Bericht über die Herausgabe der gesammelten Werke von L. Fuchs), Roma (1908) e Cambridge (1912).